# Franz Lösel
Franz Lösel (* 1. März 1883 in Hochdobern, Böhmen; † 1951 in Moskau) war ein österreichischer Ingenieur und Hochschullehrer.

## Leben
In eine Bauernfamilie geboren, studierte am Eidgenössischen Polytechnikum Zürich. Die Bemerkung Aurel Stodolas, dass die Entwicklung der Dampfturbine beendet sei, brachte Lösel zum Turbinenbau. Als Diplom-Ingenieur ging er zur Ersten Brünner Maschinenfabrik. Als Oberingenieur entwickelte er 1923 eine Gegendruckturbine mit einem ungewöhnlich hohen Wirkungsgrad von 80 %. Bei fast einem Viertel weniger Kohleverbrauch erbrachte die „Brünner Turbine“ eine deutlich höhere Leistung als alle anderen bisher gebauten Dampfturbinen. Die Technische Hochschule Prag verlieh ihm 1926 dafür die Ehrendoktorwürde.
Lösels Erfolge alarmierten etablierte Turbinenfabriken wie AEG, Siemens-Schuckertwerke, MAN, Germaniawerft und Stork Hengelo. Von der Ersten Brünner erwarben sie Baulizenzen für diese Bauart. Die Ausnutzung von mehr als hundert Turbinenpatenten wurde der 1924 gegründeten Gesellschaft Turbo N.V. Amsterdam übertragen.
Obwohl Lösel sich in der Tschechoslowakei einen Gutshof gekauft hatte und dort nebenbei eine Rinderzucht betrieb, ging er in den 1930er Jahren nach Wien. Als o. Professor forschte er an der Technischen Hochschule Wien. In dieser Zeit kam er in Kontakt zum Corps Saxonia Wien, das ihm 1934 die Corpsschleife verlieh.
Für die Wehrmacht versuchte er bis 1943, Dampfstrahltriebwerke als Antriebsaggregat für Flugzeuge zu konstruieren. Außerdem ließ er in der Lokomotivfabrik Floridsdorf und in der Maschinenfabrik Oser & Nuß & Vogel in Krems an der Donau von ihm entwickelte Dampfturbinen für Last- und Personenkraftwagen bauen und erproben. Zur Massenproduktion gelangten seine Erfindungen wegen der bedingungslosen Kapitulation der Wehrmacht nicht mehr.
Im besetzten Nachkriegsösterreich wurden Lösel und ein Mitarbeiter am 3. August 1945 von der Roten Armee in einem Kurierflugzeug nach Moskau verbracht. Über sein weiteres Schicksal ist nur bekannt, dass er in der Sowjetunion weiter forschen musste und für seine Arbeiten 1947 oder 1948 den Stalinpreis erhalten haben soll. Er starb im Herbst 1951 mit 68 Jahren in Moskau.

## Werke
- Wärmeversorgung von Stadtgebieten (= Weltkraftkonferenz (Hg.), Teiltagung Wien 1938. Vorabdruck [der Berichte], Heft 7), Wien 1938